# Кнут Бергсланд
Кнут Бергсланд (норв. Knut Bergsland; 7 березня 1914 — 9 липня 1998) — норвезький лінгвіст. Працював професором в Університеті Осло з 1947 по 1981 роки. Провів новаторські дослідження уральських (особливо саамських) та ескімосько-алеутських мов .

## Біографія
Бергсланд народився в Крістіанії у сім'ї інженера Ейнара Крістіана Бергсланда (1883—1945) та Генрієтти Луїзи Крог Раабе (1883—1958). Його брат Ейнар Бергсланд був спортсменом-лижником та спортивним функціонером. Кнут закінчив середню школу в 1932 році і вступив до Університету Осло. Він також навчався у 1935—1936 роках в Парижі в Практичній школі вищих досліджень і Паризькому католицькому інституті. У 1940 році отримав ступінь кандидата філологічних наук, спеціалізуючись на латинській мові, але згодом більше зосередився на саамських мовах . Його першою лінгвістичною працею була видана у 1946 році граматика південносаамської мови під назвою Røros-lappisk grammatikk. Ця робота принесла йому звання доктора філософії, і ця робота досі є еталонною граматикою цієї мови.
У 1947 році Бергсланд був призначений професором фінно-угорських мов в Університеті Осло замість Конрада Нільсена. Він продовжив роботу над саамськими мовами, а також провів важливі дослідження ескімосько-алеутських мов. Він уклав історичну граматику західно-гренландської мови, а також словник і довідкову граматику алеутської мови. Його інтерес до цих мов виник під час викладання в Університеті Копенгагена в 1948 році та Університеті Індіани в Блумінгтоні в 1949—1950 роках. Він продовжив вивчення алеутської мови після виходу на пенсію з посади професора в 1981 році. Останніми роботами Бергсланда були Алеутський словник (1994), Алеутська граматика (1997) і Стародавні алеутські особисті імена (1998). Помер у липні 1998 року.